# Five Border Districts Stadium
Das Five Border Districts Stadium (Thai: สนามกีฬา 5 อำเภอชายแดน) ist ein Fußballstadion mit Leichtathletikanlage in der thailändischen Stadt Mae Sot. Es ist die Heimspielstätte des Fußballvereins Nakhon Mae Sot United FC, der momentan in der Thai League 3, der dritthöchsten Liga des Landes, spielt. Das Stadion hat ein Fassungsvermögen von 2500 Personen.